# GBU-16
GBU-16 – zaliczana do broni precyzyjnego rażenia amerykańska lotnicza bomba kierowana naprowadzana na cel podświetlony laserem. Jest to bomba odłamkowo-burząca Mark 83 wagomiaru 1000 funtów wyposażona w układ naprowadzający bombę na cel i nowe usterzenie.